# Lijst van afleveringen van Merlina
Dit is een lijst van afleveringen van seizoen 1 tot en met 4 van de televisieserie Merlina. 
Er werden 97 afleveringen van de serie geproduceerd, onder regie van Gie Lavigne. Het programma was immens populair, ook in Nederland. In het pre-VTM-tijdperk was het niet ongewoon dat anderhalf tot twee miljoen mensen naar Merlina keken.
Deze seizoen indeling is gewijzigd voor de dvd uitgaves, oorspronkelijk waren het 6 seizoenen, waar 5 keer zomerstop tussen zat. Seizoen 1 en seizoen 6 waren de kortste. Gedurende elk seizoen kwam er om de 2 weken op zaterdag een nieuwe aflevering en werd op de woensdag erna herhaald. tijdens de zomervakanties van 1983, 1984, 1985, 1986 en 1987 werden er in de maanden juni, juli en augustus geen nieuwe afleveringen uitgezonden. Het voorgaande seizoen stopte in mei en het volgende seizoen begon in september, behalve seizoenen 1 en 6. Seizoen 1 liep van januari t/m mei en seizoen 6 van september t/m januari. Het totaal aantal afleveringen stond destijds op 95, omdat sommige dubbel afleveringen als A en B werden genoemd en sommige niet. Bijv: De Rode Lantaarn als 22a en 22b en Bokkevliegers boven Bokrijk als 41a en 41b. De Juwelen van de Koningin werden als 24 en 25 genoemd zodat erbij deel 2 een grote 25 in een sierkrans stond afgebeeld. Dit werd ook gedaan bij aflevering 50 het Mysterie van de Kale Olifant en aflevering 75 de Eenzame Erfgenaam. De aflevering: het Bilocatie Mysterie werd zowel als aflevering 69 en 70 aangeduid of werd ook de zaak Potloot genoemd. De zaterdag 2 weken erna werd deze opnieuw uitgezonden. 
| Seizoen | Aantal afleveringen | Uitgezonden                       |  |
| ------- | ------------------- | --------------------------------- |  |
| 1       | 26                  | 8 januari 1983 – 17 maart 1984    |  |
| 2       | 26                  | 31 maart 1984 – 21 september 1985 |  |
| 3       | 23                  | 5 oktober 1985 – 22 november 1986 |  |
| 4       | 22                  | 6 december 1986 – 2 januari 1988  |  |

## Seizoen 1: 1983-1984
| Nr. serie | Aflevering | Titel                              | Regisseur | Schrijver | Uitzenddatum      |  |
| --- | ---------- | ---------------------------------- | --------- | --------- | ----------------- |  |
| 1 | 1          | Codenaam Waterman                  |           |           | 8 januari 1983    |  |
| De werkloze Pol is getuige van een ontvoering: een meisje werd een rode bestelwagen ingesleept. Op de plaats van de ontvoering vindt Pol een amulet, wat een apendiscoop is. Uit de apendiscoop komt plots een stem die vraagt om deze te brengen naar bureau Merlina. Daar verneemt Pol van Merlina dat haar nichtje Ann door Sardonis werd ontvoerd. Pol gaat haar redden en neemt de parafix mee. Na een succesvolle operatie wordt Pol door Merlina als vaste werknemer aangenomen. Gastopreden van Bob Davidse                         |            |                                    |           |           |                   |  |
| 2 | 2          | Vliegende Schotels Boven Ravenburg |           |           | 22 januari 1983   |  |
| Er zijn vliegende schotels gespot boven Ravenburg. Commissaris Stapel schakelt de hulp in van bureau Merlina. Met behulp van de anti-kogelkrant van Napoleon wordt in de bank een schietincident overleefd. |            |                                    |           |           |                   |  |
| 3 | 3          | Het Spook Van Villa De Belettagio  |           |           | 5 februari 1983   |  |
| Ann en Pol, vermomd als dienstmeisje en butler, gaan op spokenjacht bij graaf Villa de Belettagio. Het "spook" blijkt een neef van de graaf te zijn: hij is op zoek naar een schat. De schat wordt gevonden dankzij de goudzoeker van Napoleon en overhandigd aan de rechtmatige eigenaar: de graaf. Gastoptreden van Leo Haelterman als Graaf de Belettagio en Arthur Semay als Frank Villa de Belettagio |            |                                    |           |           |                   |  |
| 4 | 4          | Prototype Z.A.T.-21                |           |           | 19 februari 1983  |  |
| Pol doet mee met een spel van de scouts en komt daarbij per toeval in handen van geheime plannen. Na een ondervraging door de geheime politie mag Pol beschikken. Hij wordt ontvoerd door de Sardonianen die uit zijn op de plannen. Met hulp van Pols aanwijzingen over de apendiscoop en de scoutsgroep wordt hij gered. Gastopreden van Luk De Konink als geheim agent |            |                                    |           |           |                   |  |
| 5 | 5          | De Drie Engelen                    |           |           | 5 maart 1983      |  |
| Wanneer Napoleon van een congres terugkomt, gaat Pol hem afhalen. Hij neemt een verkeerde, identieke reiskoffer mee. Eenmaal thuis merkt men dit pas op: de koffer bevat een schilderij. Dit werd eerder gestolen uit de kerk van Ravensburg. Merlina komt de dader op het spoor alsook een kunstzwendelaar. |            |                                    |           |           |                   |  |
| 6 | 6          | De Zaak Van Jantje Twee            |           |           | 19 maart 1983     |  |
| Sardonis ontvoert een dolfijn uit de Antwerpse zoo. Hij vraagt een grote som losgeld. Indien deze niet tijdig wordt betaald, zal hij het beest doden. |            |                                    |           |           |                   |  |
| 7 | 7          | De Ring Van Sjeik El Ambrass       |           |           | 2 april 1983      |  |
| Hoteldetective Juffrouw Samson wordt ontslagen nadat de ring van sjeik El Ambrass uit diens hotelkamer werd gestolen. Een dag later belt Willy Sommers bij Merlina aan met de melding dat in datzelfde hotel zijn gitaar werd gestolen. Bureau Merlina vindt de gitaar met daarin de ring van de sjeik. Met behulp van Napoleons acht-uren lijm wordt de dief gevonden: detective Samson. Zij had dit alles opgezet om te bewijzen dat ze een goede detective is.                                                                           |            |                                    |           |           |                   |  |
| 8 | 8          | De Vier Werken van Pol             |           |           | 16 april 1983     |  |
| Pol erft van zijn oom Hiëronymus Tack, maar vooraleer hij de erfenis krijgt, moet hij slagen in vier opdrachten. |            |                                    |           |           |                   |  |
| 9 | 9          | Operatie Het Kwade Oog             |           |           | 30 april 1983     |  |
| Dichter Renaat Van Den Kapblok wordt door een hypnotiseur, ingehuurd door Sardonis, gehypnotiseerd waardoor deze zijn teksten vergeet. Merlina achterhaalt dit al snel en schakelt extra bescherming in tijdens een tv-optreden van de dichter. Daar achtervolgt Pol de hypnotiseur en tracht hem te overmeesteren. Echter hierbij geraakt Pol zelf gehypnotiseerd en krijgt opdracht om alle geheime plannen van Napoleon te stelen. Merlina volgde dit alles op via de monitorscoop en kan zo verhinderen dat het plan van Sardonis lukt. |            |                                    |           |           |                   |  |
| 10 | 10         | Merlina Contra Tetra KK2           |           |           | 14 mei 1983       |  |
| Ann en Stapel brengen een dode vis mee die ze vonden aan een rivier dicht bij een fabriek. Ze verdenken de fabriek ervan om het giftige Tetra KK2 in die rivier te lozen, maar de directrice ontkent dit. De volgende dag staat Pol vol met rode vlekken: hij heeft de bewuste vis opgegeten. |            |                                    |           |           |                   |  |
| 11 | 11         | Niemand                            |           |           | 28 mei 1983       |  |
| Een man klopt aan bij Merlina. Hij lijdt aan geheugenverlies en weet niet meer wie hij is. Daarom noemt hij zichzelf Niemand. Echter is Niemand een handlanger van Sardonis die 's nachts in de kluis van Napoleon wil inbreken. |            |                                    |           |           |                   |  |
| 12 | 12         | Het Mystery Van De Blauwe Kanarie  |           |           | 3 september 1983  |  |
| De blauwe kanarie van mijnheer Reynaert komt voor enige tijd "logeren" bij bureau Merlina. De kanarie is verzekerd voor twee miljoen Belgische Franken en is grote kanshebber om te winnen in een vogelzangwedstrijd. Hoewel Pol de hele nacht bij de kooi blijft, zit er de volgende ochtend een mus in in plaats van een kanarie. |            |                                    |           |           |                   |  |
| 13 | 13         | De Gouden Hand                     |           |           | 17 september 1983 |  |
| Een Indiër verkoopt gouden beschermhangers die hij verkoopt aan goedgelovige matrozen: het schip waarop zij werken is in de ban van een watergeest. Bureau Merlina achterhaalt al snel dat het over pyriet gaat in plaats van goud en met behulp van een toestel dat het geluid kan uitschakelen – een uitvinding van Napoleon – wordt de geest het zwijgen opgelegd. |            |                                    |           |           |                   |  |
| 14 | 14         | De Boedha Van Wang                 |           |           | 1 oktober 1983    |  |
| in een Chinees restaurant wordt elke week een of ander artefact gestolen. Nu werd er een beeldje gestolen met een sentimentele waarde. Bureau Merlina achterhaalt dat de dader een antiquair is. Hoewel het beeldje op zich niets waard is, blijkt het een grote smaragd te bevatten. Gastopreden van Jos Kennis en Marleen Merckx als meneer en mevrouw Wang. |            |                                    |           |           |                   |  |
| 15 | 15         | De Whisky Van Lady Macendoe        |           |           | 15 oktober 1983   |  |
| Boeykens, de oprichter van het eenmansdetectivebureau Floepi, moet examen afleggen bij het detectivesyndicaat "De Fluwelen Maskers" om zijn diploma en licentie als detective te behalen. Het examen wordt afgenomen door Pol. Hij geeft Boeykens de opdracht om uit te zoeken wie er uit de kelder van lady Macendoe whisky steelt. |            |                                    |           |           |                   |  |
| 16 | 16         | De Speedsweetrace                  |           |           | 29 oktober 1983   |  |
| Gokartracer Van Brabant schakelt de hulp in van Floepi: hij krijgt dreigbrieven waarin staat dat hij niet mag deelnemen aan de eerstvolgende koers waar een grote geldprijs te winnen valt. |            |                                    |           |           |                   |  |
| 17 | 17         | Een Kwestie Van Leven En Dood      |           |           | 12 november 1983  |  |
| Een apotheker schakelt de hulp in van bureau Merlina. Hij heeft een verkeerd medicijn meegegeven met een klant, maar weet niet wie die klant is. Inname van dat medicijn kan leiden tot een maagperforatie. Boeykens helpt bureau Merlina in hun zoektocht naar de klant. |            |                                    |           |           |                   |  |
| 18 | 18         | De Vloek Van Villa De Belettagio   |           |           | 26 november 1983  |  |
| Merlina en Pol gaan met spoed naar graaf Villa de Belettagio nadat hij hen belde om hulp en het telefoongesprek plots werd afgebroken. In de villa treffen ze dokter Igor Mortis en verpleegster Anastasia aan: volgens hen lijdt de graaf aan een tropische ziekte en krijgt hij daardoor waanvoorstellingen. |            |                                    |           |           |                   |  |
| 19 | 19         | Diamanten Bij Het Ontbijt          |           |           | 10 december 1983  |  |
| De heer Goudsmit, een juwelier, rook al onraad en stak daarom valse diamanten en een zendertje in een koffer. Zijn onrust was terecht, want hij wordt overvallen waarbij het koffertje wordt gestolen. Pol achterhaalt dat men de "diamanten" in potjes platte kaas het land wil uitsmokkelen. |            |                                    |           |           |                   |  |
| 20 | 20         | Kerstkinderen                      |           |           | 24 december 1983  |  |
| Dertig jaar geleden adopteerde Emma Van Beneden een baby: Noëlla. Noëlla lag destijds als baby in een auto die door gangsters werd ontvoerd. Zij dumpten haar bij de Clarissen. Nu is Noëlla zwanger, maar er is een bloedtransfusie nodig. Bureau Merlina gaat op zoek naar haar biologische ouders. |            |                                    |           |           |                   |  |
| 21 | 21         | Het Spookvliegtuig                 |           |           | 7 januari 1984    |  |
| Piloot Vlinders krijgt dreigbrieven waarin hij voor miljoenen Belgische Franken wordt gechanteerd. Een stomdronken Commissaris Stapel tracht na de geldoverdracht de geldophaler te arresteren, waarin hij uiteraard faalt. |            |                                    |           |           |                   |  |
| 22 | 22         | De Rode Lantaarn (1)               |           |           | 21 januari 1984   |  |
| Pol krijgt van Merlina een koersfiets en beslist om lid te worden bij de wielerclub waar ook commissaris Stapel lid is. In het reglement staat beschreven dat de wielrenner die het laatst over de finish rijdt, een rondje moet geven in het café aan alle deelnemers. Daarbij is er ook nog iemand die met behulp van een sigaret de banden van de laatste wielrenner stukmaakt. |            |                                    |           |           |                   |  |
| 23 | 23         | De Rode Lantaarn (2)               |           |           | 4 februari 1984   |  |
| Pol neemt deel aan een volgende wielerkoers. Met behulp van een speciaal trainingsplan gaat het hem al veel beter en eindigt hij niet meer als laatste. Hij steekt nu zonder problemen commissaris Stapel voorbij. Pol is dan ook verrast wanneer blijkt dat Stapel toch eerder de finish overstak. Het Merlina-team bespiedt Stapel om te achterhalen hoe hij het zaakje belazert. |            |                                    |           |           |                   |  |
| 24 | 24         | Margareta Van Oostenrijk           |           |           | 18 februari 1984  |  |
| Bij Merlina landt een heliumballon met daarin een noodboodschap van Wim, een schooljongen. Hij werd door Niemand ontvoerd en zal door Sardonis worden gebruikt om een diefstal uit te voeren in het Mechelse speelgoedmuseum: de Margaretha van Oostenrijk-pop. |            |                                    |           |           |                   |  |
| 25 | 25         | De Juwelen Van De Koningin (1)     |           |           | 3 maart 1984      |  |
| De koningin van Engeland heeft bij mijnheer Goudsmit een halssnoer laten ontwerpen. Het sieraad is klaar en wordt bij Merlina in bewaring genomen tot wanneer het wordt verscheept naar Dover. Desondanks Napoleon het hele huis heeft beveiligd, slaagt een Sardoriaan er in om het juweel toch te stelen. |            |                                    |           |           |                   |  |
| 26 | 26         | De Juwelen Van De Koningin (2)     |           |           | 17 maart 1984     |  |
| De Sardoriaan wordt overmeesterd en het juweel wordt door bureau Merlina naar Dover gebracht. Het schip wordt gekaapt door het Internationaal Misdaad Syndicaat. Napoleon zorgt voor een redding door de kapers wijs te maken dat er een gevaarlijk virus op het schip is losgebroken. |            |                                    |           |           |                   |  |

## Seizoen 2: 1984-1985
| Nr. serie | Aflevering | Titel                            | Regisseur | Schrijver | Uitzenddatum      |  |
| --- | ---------- | -------------------------------- | --------- | --------- | ----------------- |  |
| 27 | 1          | De Klopgeest                     |           |           | 31 maart 1984     |  |
| Een hotelmanager schakelt de hulp in van Floepie om een klopgeest uit een hotelkamer te verdrijven. Boeikens, die schrik heeft van klopgeesten, schakelt de hulp in van bureau Merlina. Gastoptreden van Anton Cogen als hotelmanager |            |                                  |           |           |                   |  |
| 28 | 2          | De Tante Roosje                  |           |           | 14 april 1984     |  |
| Ann koopt op een rommelmarkt het Kuifje-album De sigaren van de farao en dit net voor de ogen van een andere potentiële koper. In de strip vindt ze een aparte brief met daarin instructies betreffende een transactie: de Sardonianen willen via het schip Tante Roosje de gestolen mummie van farao Amenothep verkopen aan een Amerikaan en dit voor vijf miljoen Amerikaanse dollar.                                                                                          |            |                                  |           |           |                   |  |
| 29 | 3          | Het Teken Van Merlina            |           |           | 28 april 1984     |  |
| Sardonis heeft dokter Igor Mortis de opdracht gegeven om via plastische chirurgie iemand het gezicht van Napoleon te geven. Die valse Napoleon moet de plaats van de echte innemen om alzo de geheime plannen uit de kluis te stelen. Gastoptreden van Arnold Willems als Dokter Igor Mortis |            |                                  |           |           |                   |  |
| 30 | 4          | Bloemen Voor Merlina             |           |           | 12 mei 1984       |  |
| Pol wordt aangereden door een dame. Zij geeft Pol vijfduizend Belgische Franken als vergoeding voor zijn defecte fiets en de ruiker bloemen die hij kocht voor Merlina's verjaardag. Wanneer Pol met dat geld nieuwe bloemen koopt, wordt hij door de politie gearresteerd omdat hij betaalde met vals geld. |            |                                  |           |           |                   |  |
| 31 | 5          | Het Onzichtbare Orkest           |           |           | 26 mei 1984       |  |
| Nonkel Bob organiseert een benefiet voor de kansarmen. Op dit benefiet zal onder andere Renaat Van den Kapblok zijn gedichten voordragen en zal er een muziekgroepje komen optreden dat Ann had horen repeteren. Dat orkest blijkt enkel een dekmantel te zijn om het lawaai van Sardonis' valsmunterijmachine te verdoezelen. |            |                                  |           |           |                   |  |
| 32 | 6          | De Warmwater-Uitvinder           |           |           | 1 september 1984  |  |
| Een verwarde man klopt aan bij Merlina met de melding dat hij het kookpunt van water kan verhogen tot 3750 graden Celsius wat een doorn in het oog is van petroleummagnaten. Paghetti, een machtige man uit de petroleumindustrie, huurt Boeikens in om de verwarde man te doden. Gastoptreden van Jaak Van Hombeek als verwarde man en Werther Vander Sarren als Paghetti |            |                                  |           |           |                   |  |
| 33 | 7          | De Blinde Violist                |           |           | 15 september 1984 |  |
| De handtas van tante Merlina wordt gestolen. De dievegge is onder hypnose en moet de tas leggen in de vioolkist van een blinde violist. Pol achtervolgt de violist, maar verdwijnt daarbij spoorloos. Gastoptreden van Door Van Boeckel |            |                                  |           |           |                   |  |
| 34 | 8          | Het Geweten Van Ravenburg (1)    |           |           | 29 september 1984 |  |
| Alle beslissingen in de gemeenteraad staan de volgende dag in de krant, tot ongenoegen van de burgemeester. De Ravenburgse Post wil niet zeggen wie die informatie vrijgeeft. Al snel wordt Koko, de papegaai die in een kooi in de raadzaal leeft, de hoofdverdachte. Wanneer Koko wordt verwijderd, blijven de berichten verschijnen. |            |                                  |           |           |                   |  |
| 35 | 9          | Wie Van De Drie? (2)             |           |           | 13 oktober 1984   |  |
| Bureau Merlina gaat verder op zoek wie het lek is in de gemeenteraad. Dat moet ofwel een van de drie schepenen zijn ofwel de burgemeester zelf. Gastoptreden van André Van Daele, L. Van Horenbeeck, Walter Merhottein en Fons Derre |            |                                  |           |           |                   |  |
| 36 | 10         | Chinese Goelasj                  |           |           | 27 oktober 1984   |  |
| Tante Merlina nodigt Ann, Pol en Napoleon uit op een etentje in het Chinees restaurant van de familie Wang. Tot hun verbazing is het restaurant omgebouwd tot een ordinaire frituur en van de familie Wang is niets meer te bespeuren. Desondanks komt men regelmatig een keteltje Chinese goulash halen wat Merlina en haar team verdacht vindt. Vandaar start ze een onderzoek.                                                                                                |            |                                  |           |           |                   |  |
| 37 | 11         | De Gemaskerde Jockey             |           |           | 10 november 1984  |  |
| Boeikens is bodyguard van het zwarte renpaard Sneeuwwitje en diens jockey Piet De Prins. Pol en Ann vinden een bewusteloze Boeikens; het paard en de jockey zijn verdwenen. Niet veel later verschijnt er een nieuw paard op de renbaan: de witte Lucifer die wordt bereden door een gemaskerde jockey. Gastoptreden van Armand Pien |            |                                  |           |           |                   |  |
| 38 | 12         | Dubbelspel                       |           |           | 24 november 1984  |  |
| De schoenmaker geeft verkeerde schoenen mee aan Pol. In die schoenen vinden hij en Napoleon een microfilm met gelekte geheime dossiers van het Ministerie van Buitenlandse Betrekkingen. Pol en Ann nemen contact op met mijnheer Tijlloos van het betreffende ministerie. Gastoptreden van Jacky Morel |            |                                  |           |           |                   |  |
| 39 | 13         | De Steen Der Wijzen              |           |           | 8 december 1984   |  |
| De bankdirecteur neemt contact op met Napoleon: hij is getuige hoe iemand hem een Steen der Wijzen aanbood dewelke ijzer in goud verandert. De bankdirecteur wil nu van Napoleon weten of dit kan en of het resultaat wel werkelijk goud is. Rene Van den Kapblok zit met een probleem: hij heeft gewed met een goochelaar dat die er niet in zal slagen om zijn horloge binnen 24 uur in bezit te krijgen. Gastoptreden van Alex Van Haecke en illusionist Borah                |            |                                  |           |           |                   |  |
| 40 | 14         | Nico, Tico En Maximiliaan        |           |           | 22 december 1984  |  |
| De Sardorianen hebben op het marktplein een schat begraven ter bewaring, maar het circus heeft nu zijn tenten daar geplaatst en de schat daarbij opgegraven. Gastoptreden van Luk Wyns |            |                                  |           |           |                   |  |
| 41 | 15         | De Beste Detectives              |           |           | 5 januari 1985    |  |
| Elsje is het geld waarmee ze voor haar vader een kerstcadeau wilde kopen verloren. Ze stuurt Merlina een brief om haar te helpen, maar vergeet haar adresgegevens te vermelden. Tante Merlina zet alles in om Elsje te vinden. Gastoptreden van Corrie Vermeulen |            |                                  |           |           |                   |  |
| 42 | 16         | Bokkevliegers Boven Bokrijk (1)  |           |           | 19 januari 1985   |  |
| Op Limburgse boerderijen worden de bewoners verdoofd met behulp van slaapgas dat wordt toegediend door bokkenrijders. |            |                                  |           |           |                   |  |
| 43 | 17         | Bokkevliegers Boven Bokrijk (2)  |           |           | 2 februari 1985   |  |
| Bureau Merlina verhuist naar Bokrijk en neemt tijdelijk intrek in een omgebouwde mobilhome van waaruit ze opereert om de Bokkerijders te ontmaskeren. |            |                                  |           |           |                   |  |
| 44 | 18         | Hoger, Lager, Foetsie            |           |           | 16 februari 1985  |  |
| Er worden in de buurt heel wat auto's gestolen. De dieven bellen een depannagedienst op met melding dat hun auto niet start. Zodra de hersteller het probleem heeft opgelost, gaan de dieven er met de wagen vandoor. Ook de wagen van Stapel, die hij won bij Hoger, lager, wordt op dergelijke manier gestolen. |            |                                  |           |           |                   |  |
| 45 | 19         | Drakenbloed                      |           |           | 2 maart 1985      |  |
| De Sardorianen willen in het het Studiecentrum voor Kernenergie in Mol rood kwik stelen, een brandstof die ook gebruikt kan worden om raketten aan te sturen. Ze willen in de ondergrondse opslagruimte geraken door een put te graven naar het ventilatiesysteem. Om de put te verbergen, stelen ze in de straat waar Merlina woont een tentje van de RTT. De politie verdenkt Pol van de diefstal van het tentje omdat hij een woordenwisseling had met de werkmannen van RTT. |            |                                  |           |           |                   |  |
| 46 | 20         | Zwart Goud                       |           |           | 16 maart 1985     |  |
| Renaat Van Den Kapblok is failliet: hij heeft voor 1 miljoen Belgische Franken een waardeloos stuk grond gekocht van een malafide immobiliënmakelaar. Napoleon maakt de makelaar wijs dat er in die bewuste grond een oliebel zit. Gastopreden van Chris Cauwenberghs |            |                                  |           |           |                   |  |
| 47 | 21         | De Schat Van Machomet            |           |           | 30 maart 1985     |  |
| Ann en Pol helpen professor Dreistein in zijn zoektocht naar de schat van Tempelier Machomet. In dezelfde streek verdwijnt de schilder Dadali nadat hij in aanraking kwam met smokkelaars. Gastoptreden van Luc Walter |            |                                  |           |           |                   |  |
| 48 | 22         | Kalme Werksfeer                  |           |           | 13 april 1985     |  |
| Merlina neemt Jenny aan als poetsvrouw. Sardonis achterhaalt dit en wil een Sardoriaan, verkleed als RTT-werkman, laten binnendringen via Jenny om een zendertje te verstoppen in de telefoon. Jenny is echter wantrouwig. Gastoptreden van Gert Portael |            |                                  |           |           |                   |  |
| 49 | 23         | Kere Weerom Bruidegom            |           |           | 27 april 1985     |  |
| Monica staat op haar trouwdag alleen op het gemeentehuis. Haar verloofde Karel heeft haar in de steek gelaten om op vlinderjacht te gaan in Zuid-Amerika. Monica eist nu van de rijke ouders van Karel een fikse schadevergoeding. Ann achterhaalt dat Monica een oplichtster is. Gastoptreden van Goedele Derick, Emmy Leemans en Raymond Jaminé |            |                                  |           |           |                   |  |
| 50 | 24         | De Tarnkapgang                   |           |           | 11 mei 1985       |  |
| Sardonis schakelt een illusionist in om juwelen te roven bij juweliers. De illusionist doet zich voor als potentiële koper. Gastoptreden van Bert Champagne |            |                                  |           |           |                   |  |
| 51 | 25         | De Inboedelbende                 |           |           | 7 september 1985  |  |
| Een verhuisfirma biedt hun diensten aan voor een zeer lage prijs. Echter, mensen die beroep op hen deden, zien hun meubels niet meer terug. Om de verhuisfirma in de val te doen lokken, huurt Ann een appartement en laat meubels verhuizen. Pol verstopt zich in een kast om de boeven te parafixeren, maar de boeven doen de kast op slot alvorens Pol kans had om tot actie over te gaan.                                                                                    |            |                                  |           |           |                   |  |
| 52 | 26         | Het Mysterie Van De Kale Olifant |           |           | 21 september 1985 |  |
| In het Afrikamuseum in Tervuren is een opgezette olifant kaalgeschoren. Sjeik El Ambrass vreest een aanslag op zijn leven en roept hulp in van bureau Merlina. Dokter Igor Mortis moet in opdracht van een politieke terreurgroep de sjeik vergiftigen met olifantenharensoep. Merlina verdenkt Sardonis van de aanslag, maar hij laat weten geen moordenaar te zijn. Gastoptreden van Herman De Jager en Arnold Willems als Dokter Igor Mortis                                  |            |                                  |           |           |                   |  |

## Seizoen 3: 1985-1986
| Nr. serie | Aflevering | Titel                          | Regisseur | Schrijver | Uitzenddatum      |  |
| --- | ---------- | ------------------------------ | --------- | --------- | ----------------- |  |
| 53 | 1          | De Onderkruiper                |           |           | 5 oktober 1985    |  |
| Pol heeft zijn eigen detectivebureau opgericht, maar heeft geen klanten. Ann en Napoleon verkleden zich enkele keren en doen zich voor om klant te worden, maar Pol herkent hen steeds. Boeikens solliciteert naar de vrijgekomen functie bij bureau Merlina. |            |                                |           |           |                   |  |
| 54 | 2          | De Vijfde Musketier            |           |           | 19 oktober 1985   |  |
| In het kasteel van Gaasbeek wordt De drie musketiers verfilmd. Van den Kapblok heeft een rol, maar wordt tijdens een scène verwond door een gesaboteerd zwaard. Pol neemt de rol over, maar ook hij raakt gewond op de set. Bureau Merlina gaat na waarom er kwaad opzet in het spel. is |            |                                |           |           |                   |  |
| 55 | 3          | De Man Van Zes Miljoen         |           |           | 2 november 1985   |  |
| Sardonis heeft Guido Leduc ontvoerd en vraagt zes miljoen Belgische Franken aan losgeld. Gastrollen van J.P. Van Steerteghem en Lia Lee. |            |                                |           |           |                   |  |
| 56 | 4          | De Anonieme Censor             |           |           | 16 november 1985  |  |
| Alistair Kerkhof vreest dat haar manuscript van de roman "De Pater Is De Dader" wordt ontvreemd na een dreigement. Ondanks Ann de wacht houdt, wordt het manuscript toch gestolen. Gastrol van Carry Fonteyn |            |                                |           |           |                   |  |
| 57 | 5          | De Achilleshiel                |           |           | 30 november 1985  |  |
| Marie-Louise, de zus van Napoleon, komt op bezoek. Haar tirannieke gedrag zorgt ervoor dat Napoleon verhuist naar de geheime bunker. Ann en Pol zoeken een manier om Marie-Louise buiten te jagen. Gastrol van Yvonne Verbeeck |            |                                |           |           |                   |  |
| 58 | 6          | Op Polycarpiaanse Wijze        |           |           | 14 december 1985  |  |
| Pol heeft champignons gemaakt om deze op polycarpiaanse wijze te maken als verrassing voor Napoleon zijn verjaardag. De champignons zijn vergiftigd: een lokale kruidenier wil zijn zaak niet verkopen aan Mister Mash, vandaar dat laatstgenoemde de hulp van Sardonis heeft ingeroepen. Gastrollen van David Davidse en Jaak Van Hombeek. |            |                                |           |           |                   |  |
| 59 | 7          | De Gouden Plaat (1)            |           |           | 28 december 1985  |  |
| Iemand tracht de opnames van de nieuwe plaat van zangeres Laura Lutsch te saboteren. Manager Bill Bao werd reeds ontslagen. Nadat uit de opnamestudio een magneet wordt verwijderd, lijkt het probleem opgelost. Niet veel later is Laura slachtoffer van een aanslag. Gastrol van Ludo Hellinx. |            |                                |           |           |                   |  |
| 60 | 8          | De Gouden Plaat (2)            |           |           | 11 januari 1986   |  |
| Ramon de Ramenas, de nieuwe manager van de ondertussen overleden zangeres Laura Lutsch, ziet spoken en schakelt daarom de hulp in van Boeykens. |            |                                |           |           |                   |  |
| 61 | 9          | De Walkvader                   |           |           | 25 januari 1986   |  |
| Ann overvalt een bank nadat ze een muziekcassette heeft beluisterd in een walkman. Deze cassette en walkman kreeg ze cadeau van Pol die de spullen kocht bij een dubieuze winkelier. Gastoptreden van Jos Kennis. |            |                                |           |           |                   |  |
| 62 | 10         | De Kip Met De Gouden Eieren    |           |           | 8 februari 1986   |  |
| Sardonis heeft een taxibedrijf opgericht. Klanten worden op een afgelegen plaats afgezet en overvallen door de Sardonianen. Een van de klanten is een hardloopster die de wagen kan achtervolgen en zo de schuilplaats van Sardonis ontdekt. Gastoptreden van Betty Van Steenbroek |            |                                |           |           |                   |  |
| 63 | 11         | Bloemen Voor Sandra            |           |           | 22 februari 1986  |  |
| Van den Kapblok vraagt Pol om op zoek te gaan naar een meisje dat hij ontmoette in de trein, maar van wie hij de naam en het adres is vergeten. Ann krijgt bezoek van haar vriendin Sandra. Sandra is het meisje van op de trein. Echter, tante Merlina en Napoleon zijn naar een congres. Ann en Pol willen elk hun eigen zaak oplossen en niet naar elkaar luisteren. Gastoptreden van Lieve De Baes. |            |                                |           |           |                   |  |
| 64 | 12         | De Paradoxale Uitbreker        |           |           | 8 maart 1986      |  |
| Een ongenodigde gast tracht uit te breken bij Merlina. Napoleon bekijkt de bewakingsbeelden, maar heeft deze per ongeluk gewist. |            |                                |           |           |                   |  |
| 65 | 13         | Het Boemerangeffect            |           |           | 22 maart 1986     |  |
| Sardonis ontslaat zijn personeel. Twee van hen solliciteren bij Merlina naar een nieuwe job. Daarbij komt aan het licht dat Sardonis een glasbedrijf heeft opgericht en zijn nieuwe trawanten opdracht heeft gegeven om zoveel mogelijk ruiten te breken. |            |                                |           |           |                   |  |
| 66 | 14         | Voor Een Handvol Juwelen       |           |           | 5 april 1986      |  |
| Na een overval belandt juwelier Goudsmit in het ziekenhuis. Hij licht Merlina in dat de buit via de Flandria-boten naar het buitenland wordt gesmokkeld. |            |                                |           |           |                   |  |
| 67 | 15         | De Merlinapo's                 |           |           | 19 april 1986     |  |
| Tijdens een goochelact verdwijnt Bobbejaan Schoepen spoorloos. Dit nieuws mag niet uitkomen vandaar dat bureau Merlina naar een oplossing zoekt. Pol en Ann moeten op zoek naar Bobbejaan. Napoleon en Merlina moeten de show van Bobbejaan starten en liedjes blijven zingen totdat Bobbejaan terug is. |            |                                |           |           |                   |  |
| 68 | 16         | Zeven Koninginnen Voor Ambrass |           |           | 3 mei 1986        |  |
| Ann wordt door sjeik Ambrass gevangengehouden nadat hij uit het Melipark in Adinkerke zes bijenkoninginnen stal omdat hij verzot is op honing. |            |                                |           |           |                   |  |
| 69 | 17         | Weerwolven In Het Park         |           |           | 17 mei 1986       |  |
| Een werknemer van het pretpark Bellewaerde komt ten val en waant zich sindsdien een weerwolf. Hij jaagt de kinderen op en per gevangen kind eist hij 632,25 Belgische Franken losgeld te betalen in stukjes van 50 Belgische centiemen. Om de werknemer te kunnen vatten, organiseert bureau Merlina een Zoek-de-Weerwolf-activiteit. |            |                                |           |           |                   |  |
| 70 | 18         | Tand Om Tand                   |           |           | 13 september 1986 |  |
| De Sardonianen halen tandarts De Beul ertoe over om een microfilm te verstoppen in het gebit van een van de cliënten. Diezelfde cliënt wordt ontvoerd naar het buitenland alwaar de film wordt verwijderd. Door een vergissing denken de Sardonianen dat de microfilm in het gebit van Pol zit terwijl dat het in dat van Stapel zit. Stapel ziet het niet zitten om mee te werken aan het plan van bureau Merlina om Pol te redden, maar dat is zonder de hypnoschijf van Napoleon gerekend. Gastrol van Walter Cornelis |            |                                |           |           |                   |  |
| 71 | 19         | Het Bilocatiemysterie          |           |           | 27 september 1986 |  |
| Mevrouw Borstlap wil haar werknemer mijnheer Potloot ontslaan. Ze doet beroep op bureau Merlina: zij moeten bewijzen dat Potloot tijdens zijn werkuren op café zit. Pol en Ann schaduwen de man elk op hun eigen manier en komen tot de conclusie dat Potloot op twee plaatsen tegelijkertijd is. Gastrollen van Fried Zuidweg en Raymond Jaminé |            |                                |           |           |                   |  |
| 72 | 20         | Een Studie In Dadalisme        |           |           | 11 oktober 1986   |  |
| Mevrouw Mistral doet beroep op bureau Merlina: ze heeft een schilderij verkocht aan antiquair Peeters, maar nu blijkt dat het schilderij veel meer waard is dan dat ze ervoor heeft gekregen. Gastoptreden van Sonia Vinck en Jef Burm |            |                                |           |           |                   |  |
| 73 | 21         | Eerbetoon Aan Mijn Redders     |           |           | 25 oktober 1986   |  |
| ... |            |                                |           |           |                   |  |
| 74 | 22         | De Witte Magiër                |           |           | 8 november 1986   |  |
| Fumisto, een duivelsuitdrijver, nodigt Merlina uit tijdens een excorcisme op mevrouw Mistral. Merlina heeft al snel door dat dit alles opgezet spel is en kan Fumisto ontmaskeren dankzij de anti-leugenverf van Napoleon. Gastrollen van Sonia Vinck en Oswald Versyp |            |                                |           |           |                   |  |
| 75 | 23         | Het S-Team                     |           |           | 22 november 1986  |  |
| In de wijk "De Pure Lucht" is een inbrekersbende actief die niets stelen. Het hoofd van het wijkcomité doet beroep op de privébewakingsfirma S-Team, maar dit bedrijf is eigendom van Sardonis. Gastoptreden van Walter Cornelis |            |                                |           |           |                   |  |

## Seizoen 4: 1986-1988
| Nr. serie | Aflevering | Titel                      | Regisseur | Schrijver | Uitzenddatum      |  |
| --- | ---------- | -------------------------- | --------- | --------- | ----------------- |  |
| 76 | 1          | Hubsa                      |           |           | 6 december 1986   |  |
| Stapel doet beroep op het huwelijksbureau Hubsa, maar komt al snel tot de conclusie dat er malafide praktijken gebeuren. |            |                            |           |           |                   |  |
| 77 | 2          | De Eenzame Erfgenaam       |           |           | 20 december 1986  |  |
| Een notarisklerk is op zoek naar de erfgenaam van een cliënt en komt uit bij de rijke mijnheer Blutt. Niet veel later wordt Blutt overvallen. |            |                            |           |           |                   |  |
| 78 | 3          | Hoofdkaas Met Kaviaar      |           |           | 3 januari 1987    |  |
| Mijnheer Tienling, de manager van Van Den Kapblok, heeft een contract afgesloten met een vereniging voor een optreden van de dichter. Echter, de dichter heeft diezelfde avond reeds andere verplichtingen. Daarom wordt Stapel ingeschakeld als vervanger van Van Den Kapblok.                                                                   |            |                            |           |           |                   |  |
| 79 | 4          | Het Zevende Zintuig        |           |           | 17 januari 1987   |  |
| Ramon de Ramanas ontsnapt uit de gevangenis. Hij vliegt naar Mallorca en wil zich wreken op zangeres Laura die hij destijds trachtte te vermoorden. |            |                            |           |           |                   |  |
| 80 | 5          | Socrates Op Sicilië        |           |           | 31 januari 1987   |  |
| Zangeres Laura wordt gered door Ann en Pol. Laatstgenoemden besluiten om enkele dagen op Mallorca te verblijven tezamen met Stapel die zich verbrandt in de zon. Ramon de Ramanas ontsnapt opnieuw en ontvoert deze keer de schilder Dadali. Dadali kan een noodbericht versturen.                                                                |            |                            |           |           |                   |  |
| 81 | 6          | Valentijnsdag              |           |           | 14 februari 1987  |  |
| Een verzekeringsagent krijgt de vraag om een duur juweel te verzekeren. Echter is het juweel nep. De eigenaar herinnert zich dat dokter Remgeld hem enkele dagen eerder contacteerde met de melding dat hij het juweel in het dokterskabinet had vergeten.                                                                                        |            |                            |           |           |                   |  |
| 82 | 7          | De Vampieren van Ravenburg |           |           | 28 februari 1987  |  |
| Pol achterhaalt dat de nieuwste uitvinding van Napoleon een ongewenst effect heeft: degenen die het drankje drinken, worden vampiers. Zo zijn tante Merlina, Napoleon en Ann al gemuteerd. Zij willen dat Pol ook een vampier wordt. Volgens lezersbrieven was dit een traumatische aflevering voor vele kijkers.                                 |            |                            |           |           |                   |  |
| 83 | 8          | De Klusjesman              |           |           | 14 maart 1987     |  |
| Nadat een "onontplofbare springstof" toch ontploft, moet uitvinder Napoleon zijn onderzoek verderzetten in de bunker. De ontploffing heeft voor een ware ravage gezorgd en niemand ziet het zitten om dit op te kuisen. Daarom wordt een advertentie in de krant gezet met de vraag naar een klusjesman. Een Sardoniaan meldt zich aan.           |            |                            |           |           |                   |  |
| 84 | 9          | Ze Vielen Als Vliegen      |           |           | 28 maart 1987     |  |
| De spelers van voetbalclub Rapid Ravenburg vallen als vliegen tijdens hun wedstrijden. Merlina wordt ingeschakeld om de oorzaak te achterhalen. |            |                            |           |           |                   |  |
| 85 | 10         | Examenkoorts               |           |           | 10 april 1987     |  |
| Zowel Stapel als Van Den Kapblok kloppen aan bij Napoleon met eenzelfde probleem. Adjunct-Commissaris Stapel krijgt de leerstof voor zijn examen tot commissaris niet geleerd en Van Den Kapblok heeft problemen met het instuderen van een gedicht.                                                                                              |            |                            |           |           |                   |  |
| 86 | 11         | Palindrooms                |           |           | 25 april 1987     |  |
| De befaamde acteur Bob Lebel vreest voor zijn leven en doet beroep op bureau Merlina. Gastrol voor Luc De Coninck als Bob Lebel. |            |                            |           |           |                   |  |
| 87 | 12         | De Zware Jongen            |           |           | 9 mei 1987        |  |
| Sardonis heeft een nieuw geheim wapen om het bureau van Merlina binnen te dringen. Een grote en vooral zware jongen moet zich een weg banen door het huis terwijl de andere handlangers de plannen van Napoleon stelen. |            |                            |           |           |                   |  |
| 88 | 13         | De Derde Hond              |           |           | 23 mei 1987       |  |
| Met behulp van Napoleons nieuwste uitvinding kan een medewerker van een industriële firma – die geheime informatie verkoopt aan de concurrentie – betrapt worden. |            |                            |           |           |                   |  |
| 89 | 14         | De Geldkastkraak           |           |           | 12 september 1987 |  |
| Sardonis plundert geldautomaten op een originele manier: Lowie kruipt in een Moneymaster-automaat en kan zo de kaarten en geheime nummers van de klanten bemachtigen. Ook Pol loopt in de val. |            |                            |           |           |                   |  |
| 90 | 15         | De Wrede Wreker (1)        |           |           | 26 september 1987 |  |
| Mijnheer Depauw heeft schulden met het gokken en vreest dat dokter Igor Mortis hem wil vermoorden. Pol wordt aangesteld als lijfwacht van Depauw. |            |                            |           |           |                   |  |
| 91 | 16         | De Wrede Wreker (2)        |           |           | 10 oktober 1987   |  |
| Depauw wordt neergeschoten, maar Napoleons X-bril heeft dit alles gefilmd. Dokter Igor Mortis wordt uitgeschakeld. |            |                            |           |           |                   |  |
| 92 | 17         | De Zakkenvuller            |           |           | 24 oktober 1987   |  |
| Een meisje loopt thuis weg nadat ze valselijk werd beschuldigd van winkeldiefstal. Napoleon vindt iets uit om de echte dader in de val te lokken. |            |                            |           |           |                   |  |
| 93 | 18         | De Achttien Flamingo's     |           |           | 7 november 1987   |  |
| Een rijk Zwitsers meisje klopt bij Merlina aan om op zoek te gaan naar haar biologische vader die ergens in Ravenburg zou wonen. Sardonis komt dit te weten en laat een van zijn Sardonianen zich voordoen als de bewuste vader, in de hoop om zo de rijkdom van het meisje in handen te krijgen.                                                 |            |                            |           |           |                   |  |
| 94 | 19         | De Rechtvaardige Rechters  |           |           | 21 november 1987  |  |
| Merlina komt het in 1932 gestolen paneel De Rechtvaardige Rechters, onderdeel van het Lam Gods op het spoor. Sardonis komt roet in het eten gooien. |            |                            |           |           |                   |  |
| 95 | 20         | Het Sandra-schandaal       |           |           | 5 december 1987   |  |
| Sandra, de verloofde van Van Den Kapblok, wordt door Stapel gezien bij een andere man. Hij vindt dit vreemd en vraagt Pol hem te helpen. De andere medewerkers van bureau Merlina zijn van mening dat dit een privéaangelegenheid is. |            |                            |           |           |                   |  |
| 96 | 21         | Drugskoeriers              |           |           | 28 december 1987  |  |
| Tijdens een autorit krijgen Pol en Merlina een lekke band. Ze bellen een depannagedienst op, maar de hersteller verstopt drugs in de nieuwe banden. |            |                            |           |           |                   |  |
| 97 | 22         | Superenzymen               |           |           | 2 januari 1988    |  |
| Het galakostuum van Stapel, dat hij speciaal kocht om zijn promotie tot commissaris te vieren, raakt bevuild en dat net voordat de zitting begint. Daarom gaat hij naar Napoleon om iets uit te vinden zodat de vlek verdwijnt, maar zowat iedereen bij bureau Merlina heeft het voor hem te druk: ze trachten de Sardonianen op te laten doeken. |            |                            |           |           |                   |  |